# Ірано-афганська раса

«ірано-афганського» типу, з книги Авґуста Генрі Кіна «Людина, минуле і сьогодення» (1899)

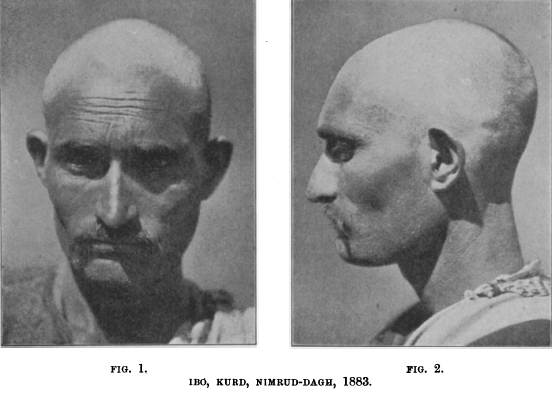
Курд типу «Іранід», з «Перших мешканців Західної Азії» (1911)

Ірано-афганська раса або іранська раса — це застаріла расова класифікація людей, заснована на спростованій теорії біологічної раси. Деякі антопологи XX століття класифікували населення іранського нагір'я як належних до цієї раси, яка зазвичай розглядалася як підраса європеоїдної раси або середземноморський расовий підтип цієї раси залежно від того, на кого опиратися. Сучасний науковий консенсус, заснований на генетиці, відкидає концепцію різних людських рас у біологічному сенсі.

## Фізіогноміка
Американський антрополог Карлтон С. Кун описав ірано-афганську расу як відгалуження середземноморської раси, описуючи їх як довголицих, високоголових і лепторинових (з довгими та вузькими носами). Навпаки, шведський антрополог Бертіль Лундман постулює «іранідський» підтип своєї «східно-середземноморської» раси. Американський антрополог Ернест Гутон у 1946 році описує «тип іранського плато» як відмінний від середземноморської раси:
особливо в їх довгому, високому містку і сильно виступаючому носовому виступі. У них така ж величезна доліхоцефальна голова і масивне, зазвичай довге обличчя. Великий ніс може бути як прямим, так і опуклим, частіше останнє.
Згідно з італійським антропологом Ренато Біасутті, тип був визначений:
Брюнет-біле забарвлення, дуже темне волосся і очі, рясне ворсистість; середнього зросту (165), худорлявої статури; дуже довга (74) і висока голова з видатною потилицею; довге обличчя; великий і високий ніс з коренем на рівні чола, прямий або опуклий остінь, сильно загнуті ніздрі (64); повні губи, міцне підборіддя.
Британський антрополог Джон Лоуренс Енджел, слідом за Куном у 1971 році, обговорює « нордично-іранський тип» у таких термінах:
D1 лежить між англосаксонськими та кельтськими зональними нормами, а D2 є більш ранньою шнуровою формою до бронзової доби, яку ідентифікує Кун. Тип D3, легший і більш соколиний, є перехідним до середземноморського типу B4 та до типу D4 (іранського), який є протоіранським за Валлуа, ірано-афганським за іншими та протонордичним за Крогманом, і який є більш лінійний і більш міцний, ніж D3, і має більш нахилену площину жування, більшу опуклість носа та глибшу потилицю. Тип D5 наближається до дунайсько-гальштатських форм Куна та наступних центральноєвропейських форм.